# Беременный
«Бере́менный» — российский комедийный фильм режиссёра Сарика Андреасяна. В прокат фильм вышел 8 сентября 2011 года.

## Сюжет
Сергей и Диана Добролюбовы давно мечтают о ребёнке, однако у Дианы никак не получается забеременеть. Сергей, работающий ведущим на телеканале «Муз-ТВ», загадывает желание на падающую звезду («Хочу ребёнка»), но оно исполняется не совсем так, как он хотел: вместо жены беременеет он сам. Друг Сергея, Жора, убеждает его, что беременность не повод скрываться, а возможность обрести славу и деньги. Шоу «Беременный» становится самым популярным телевизионным проектом, а его главный герой — Сергей Добролюбов — звездой. В итоге, чтобы в спокойствии доносить и родить ребёнка, Сергей решает сообщить своим фанатам, что его беременность ненастоящая.

## В ролях
- Дмитрий Дюжев — Сергей Добролюбов
- Анна Седокова — Диана Добролюбова, жена Сергея
- Михаил Галустян — Жора, друг Сергея
- Вилле Хаапасало — режиссёр
- Дмитрий Шаракоис — доктор Тихонов
- Светлана Ходченкова — прокурор
- Дмитрий Хрусталёв — Эдгар, гей
- Виктор Васильев — Славик, гей
- Людмила Артемьева — мама Сергея
- Валентин Смирнитский — папа Сергея
- Вадим Такменёв — камео
- Тимур Соловьёв — камео
- Николай Наумов — репортёр
- Екатерина Вилкова — Анна, подруга Сергея
- Екатерина Климова — эвакуаторщик
- Антон Сасин — президент России
- Борис Гершуни — судья

## Кинопрокат
Первый показ фильма состоялся 21 июля 2011 года в рамках 2-го Одесского кинофестиваля, организаторы которого предупредили зрителей, что версия, показанная на Одесском кинофоруме, ещё не окончательная. 12 августа на сайте компании Enjoy Movies был объявлен конкурс, победители которого могли посетить эксклюзивный допремьерный показ фильма, который состоялся 24 августа. До начала общероссийского проката комедии, 8 сентября, прошли её премьеры в Киеве, Москве и Ростове-на-Дону. В день премьеры фильм собрал в 830 кинотеатрах России приблизительно $634 тыс. и в дебютный уикэнд (9—11 сентября) стал лидером кинопроката России и СНГ со сборами в $3,6 млн.

## Отзывы и оценки
Фильм получил преимущественно отрицательные отзывы российских кинокритиков.
Екатерина Кракис, «Ваш досуг»:

Несмешная комедия, авторы которой полагали, что известные артисты — это единственное, что требуется для успеха картины. <…> В фильме есть моменты, которые должны придавать мелодраматическую нотку картине… <…> Но в том-то и дело, что «должны», потому что это не трогает, не умиляет, не цепляет, а скорее оставляет вопрос: «А зачем это подобие лирических отступлений?». <…> Как ни странно, Галустян здесь играет роль обычного, серьёзного человека, как он сам сказал: «В этом фильме я был не гиперболизированным образом, а был человеком». Конечно, всё понятно, новая грань — можно было бы порадоваться за артиста, но где шутки?! <…> В 1994 году Айвен Райтман снял фильм «Джуниор»… <…> Так вот, если сравнивать эти два фильма (ибо не сравнивать их невозможно, даже персонажи подобраны по тому же типажу), то, безусловно, русская версия не может тягаться с американской.

Евгений Кузьмин, «КГ-Портал»:

…почему из многообразия чужих сюжетов, которые можно было по-настоящему неплохо (или плохо, какая разница?) обыграть, выбрано далеко не самое удачное во всех отношениях кино «Джуниор»? Это такой, простите, троллинг: дескать, мы создаём максимально отвратительный и отталкивающий по своей сути фильм, пихаем туда пару известных рож и проверяем коммерческую работоспособность подобного подхода? Или тема рожающих мужиков неким образом особенно лично близка господину Андреасяну? <…> Честное слово, представить худшее по своему замыслу и техническому исполнению кино у нас просто не получается.

Кирилл Илюхин, «Weburg»:

…кто вспомнит «Джуниора» или будет пытаться вникнуть в сюжет, когда миллионы российских тёток всех мастей пойдут любоваться Дюжевым (ну и ещё парочкой хороших актёров), раскрывающим все тайны их тяжёлой и незавидной бабской доли? Правильно, никто, ибо PR и гламурные физиономии в России чаще всего важнее сарафанного радио и горького опыта посещения подобного рода русских комедий. <…> И ведь отсутствие сценария, слабая игра актеров, тыканье носом в рекламу и общая безвкусность происходящего — далеко не все минусы фильма. Тут невероятное количество нестыковок, ляпов и маячащих микрофонов в кадре. <…> «Беременный» — очередной выкидыш (однако, уместней слова не вставишь) российского фильмостроения и пленкомарательства от мэтра жанра дебилоидных комедий.

Сергей Синяков, «Газета.Ru»:

Не требуется располагать какой-то специальной киноведческой интуицией, чтобы обнаружить в ленте известное сходство с американской комедией 1994 года «Джуниор»… <…> …море недорогого спонсорского коньяка, привольно перелившееся в «Беременного» из «Служебного романа: Наше время». Сугубо драматургически коньяк явно необходим не столько артистам в кадре, сколько тем малодушным зрителям, что не без оснований полагают, что поход на современные русские комедии не из тех видов досуга, который хорошо коротать в трезвом уме. То есть это примерно как стереоскопические очки, обеспечивающие полноценный просмотр 3D-кинофильмов.

## Музыка
Композитором картины стал Александр Вартанов. Следующие песни прозвучали в фильме:
- Егор Солодовников — «Беременный»
- Анна Седокова — «Космос» (на песню вышел клип («Космос» на YouTube), состоящий из кадров фильма и его презентации в Киеве)
- Дмитрий Дюжев — «Я у того порога»[13]
- Григорий Лепс — «Шелест»
- Gloria Gaynor — «I Will Survive»
- Queen — «I Want to Break Free»
- Roy Orbison — «Oh, Pretty Woman»
- Александр Серов — «Я люблю тебя до слез»
- Юлия Нельсон — «All I need is you»